# Bitche
Bitche (Duits: Bitsch) is een stad en gemeente in het Franse departement Moselle (regio Grand Est). Bitche telde op 1 januari 2022 4.899 inwoners, die Bitchois worden genoemd. De gemeente maakt deel uit van het arrondissement Sarreguemines. De stad staat bekend om de Citadel van Bitche.

## Historie
De plaats staat vooral bekend om de grote citadel. In de 13e eeuw werd op deze plaats een kasteel gebouwd en de verdedigingswerken zijn sindsdien sterk uitgebreid. Tijdens de Frans-Duitse Oorlog van 1870 is de citadel niet veroverd. Gedurende acht maanden hebben zo'n 3000 soldaten standgehouden tegenover een overmacht van 20.000 Duitse soldaten. De citadel gaf zich pas over na het bereiken van de wapenstilstand in 1871. Na de oorlog kwam de stad in Duitse handen en bleef dit tot aan het einde van de Eerste Wereldoorlog. Iets ten westen van de plaats ligt Simserhof, een onderdeel van de Maginotlinie. In december 1944 werd de plaats voor het eerst bevrijd door Amerikaanse troepen. Na een Duits tegenoffensief, operatie Nordwind, duurde het tot maart 1945 voordat Bitche definitief werd bevrijd.

## Geografie
De oppervlakte van Bitche bedroeg op 1 januari 2022 41,13 vierkante kilometer; de bevolkingsdichtheid was toen 119,1 inwoners per km².

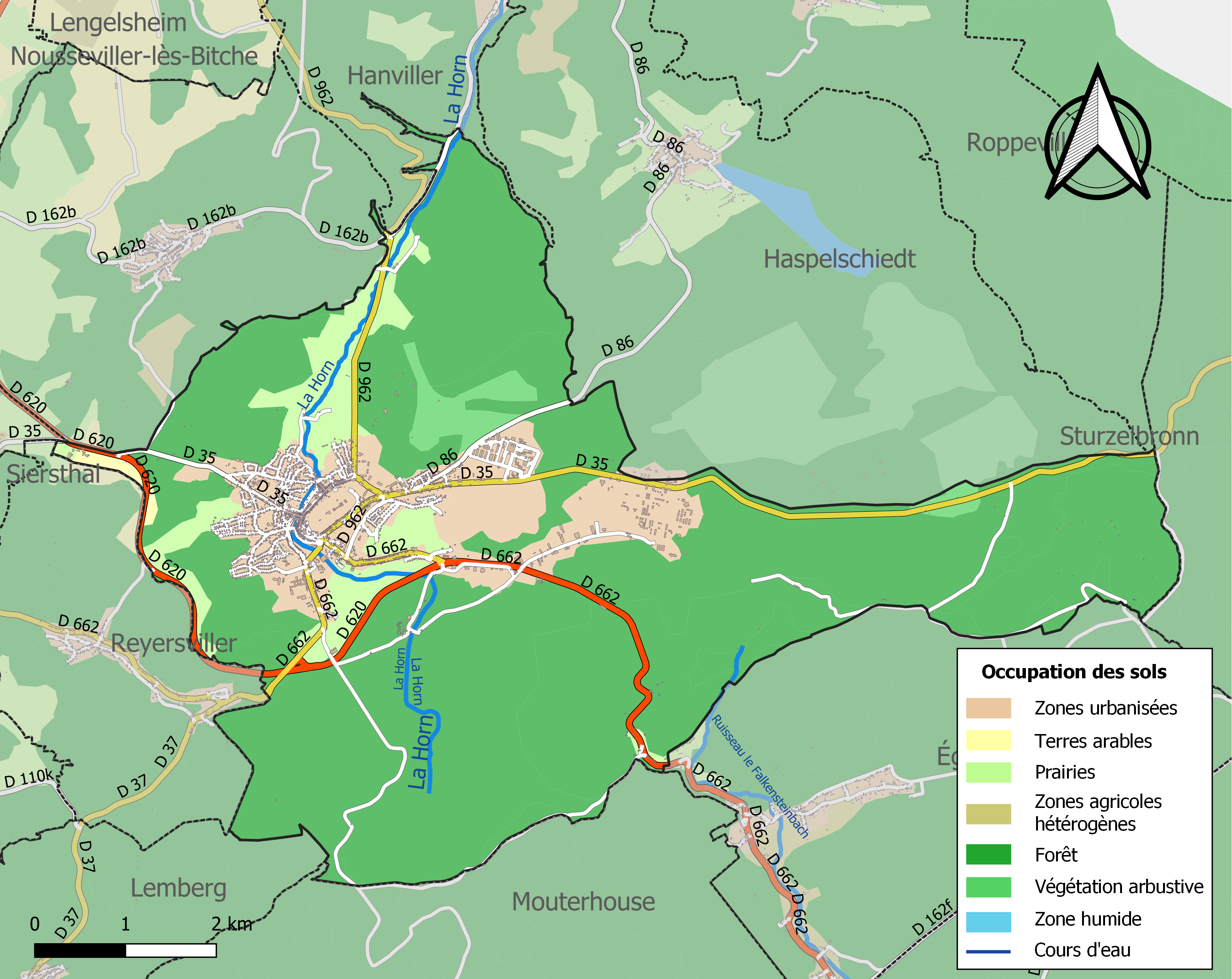
Kaart van de gemeente met de belangrijkste infrastructuur, bodemgebruik en omliggende gemeenten

## Demografie
Onderstaande figuur toont het verloop van het inwonertal (bron: INSEE-tellingen).

## Geboren
- Diederik van de Elzas (geboren ca. 1099 - overleden in Watten (nu Frans Vlaanderen, Frankrijk), op 4 januari 1168) was Graaf van Vlaanderen van 1128 tot aan zijn dood.
- Hermann Florstedt (1895-1945), oorlogsmisdadiger, derde kampcommandant van vernietigingskamp Majdanek tijdens de Tweede Wereldoorlog